# 世界征服者系列
世界征服者（英語：World Conqueror）是由遊戲開發商蘇州樂志開發的回合制策略遊戲系列。蘇州樂志於2011年起陸續發佈世界征服者系列遊戲。系列是以第二次世界大戰前後作為主線劇情，並以全世界作為戰場的回合制策略遊戲。該系列遊戲主要圍繞第二次世界大戰和冷戰時期在世界各地發生的各場戰役。

## 系列作品

### 世界征服者 1945
《世界征服者 1945》設定於二戰時期，而玩家亦可以隨意選擇三個戰爭時期：1940、1942及1944三個時期作為任何一個勢力的元帅。戰鬥單位分為三種：步兵、坦克和大炮。而各主要勢力均有獨有的特別卡，以扭轉局勢。而玩家可以在首都及第5級城市生產戰鬥單位。

#### 國家
| 歐洲： - 大英帝国 - 納粹德國 - 法國 - 意大利 - 苏联 | 美洲： - 美国 - 加拿大 | 亞太區： - 中華民國 - 日本 - 印度 |

### 世界征服者2
《世界征服者2》設定二戰前後及冷戰時期，遊戲新增了Wi-Fi或藍牙多人對戰模式。遊戲的畫質和戰鬥動畫明顯比《世界征服者 1945》大大改進。遊戲分為兩種模式，一種是戰役模式，玩家必須要完成一個戰役，才能繼續下一個戰役；另一種模式是征服模式，玩家可以在八個戰役地圖中，選取任何一個地圖，並且可以選取在已選地圖裡的任何一個國家。在戰役模式中玩家不可以選擇勢力，只可以選擇每個戰役預設的國家。《世界征服者2》的戰鬥單位大大的增加，共分為十種：步兵、裝甲車、大炮、多管火箭炮、輕型坦克、重型坦克、驅逐艦、巡洋艦、戰艦和航空母艦。玩法與《世界征服者 1945》有明顯的差異，並且更接近歐陸戰爭3的玩法。戰鬥單位擁有各自的生命值，而擲骰的總和為對敵方造成的傷害。《世界征服者2》的稅收亦分為兩種：金錢和工業點數。一部份指令牌需要金錢和工業點數，有的無需工業點數。金錢在所有領土以及被占领的沿岸海域和港口均可收到，城市和首都能收取更多。而工業點數只可於工業區和標注的城市中收到。
《世界征服者2》同樣有科技等級的設定，不同戰役中的勢力開始時有不同的科技等級。而科技等級越高，能使用的指令牌就越多。本遊戲比歐陸戰爭3再新加了一個元素：榮譽勳章。榮譽勳章共分六種，各榮譽勳章有自己的功效，例如步兵戰鬥力上升。《世界征服者2》最特別之處就是其他勢力均由一些二戰時期名將指揮，而每位名將的實力、戰略等都與別不同，直接影響戰果。

#### 勢力
| 西歐： - 英国 - 納粹德國 - 法國 - 意大利 - 西班牙 - 丹麦 - 挪威 - 比利时 - 荷蘭 | 東歐： - 苏联 - 罗马尼亚 - 保加利亚 - 南斯拉夫 - 希腊 - 芬兰 - 匈牙利 - 波兰 - 土耳其 | 北美： - 美国 - 加拿大 - 墨西哥 | 亞太： - 中華民國 - 中华人民共和国 - 日本 - 印度 - 大韓民國 - 朝鮮民主主義人民共和國 | 其他中立勢力： - 瑞士 - 瑞典 - 葡萄牙 |

### 世界征服者3
《世界征服者3》設定二戰前後及冷戰時期，分為戰役模式及征服模式兩種，在戰役模式中玩家要完成同盟國或軸心國其中一方(各10個戰役)才可以繼續完成北約或華約其中一方(各6個戰役)，接着是與外星人的戰役（共9個）;而在征服模式中玩家可以隨意選擇五個戰爭時期：1939、1943、1950、1960及1975，不過這五個戰爭時期是要隨著遊戲中時間的增加才會逐一開放(一開始為07/31/1939)。
1939年和1943年是以二戰為背景，分為二個陣營：軸心國納粹德國、義大利、西班牙、羅馬尼亞、保加利亞、芬蘭、匈牙利、日本、泰國v.s.同盟國英國、法國、丹麥、挪威、比利時、荷蘭、蘇聯、南斯拉夫、希臘、波蘭、美國、加拿大、中華民國、蒙古、印度、澳大利亞、埃及
1943年法國遷往非洲，中南半島及南洋群島被日軍佔領，蘇聯西部一部分領土被納粹德國及羅馬尼亞佔領。英美陣營則多了幾個友軍國：墨西哥、古巴、巴西。
1950年和1960年進入第一世界和第二世界對抗的背景，中華人民共和國、南北韓出現，而中華民國在1950年僅剩保有台灣及緬甸北部，至1960年僅剩台灣並退戰。伊朗、瑞典、葡萄牙、土耳其紛紛參戰，印度則在1950時退戰，1960年再次參戰。1975年是虛構故事，進入外星人的戰爭。屆時所有國家沒有派別，玩家不能查看外星人的資訊。全球共有16個國家：美國、巴西、英國、法國、西班牙、德國、意大利、蘇聯、埃及、伊拉克、沙烏地阿拉伯、印度、中華人民共和國、泰國、澳大利亞、日本。

#### 勢力
| 西歐： - 英国 - 納粹德國 - 法國 - 聯邦德國 - 義大利 - 西班牙 - 丹麦 - 瑞典 - 挪威 - 比利时 - 荷蘭 - 葡萄牙 | 東歐： - 苏联 - 羅馬尼亞 - 保加利亚 - 南斯拉夫 - 希腊 - 芬兰 - 匈牙利 - 波蘭 - 土耳其 | 美洲： - 美国 - 加拿大 - 墨西哥 - 古巴 - 巴西 | 亞洲與大洋洲： - 中華民國 - 中华人民共和国 - 日本 - 泰國 - 蒙古 - 印度 | 中東與非洲： - 埃及 - 沙烏地阿拉伯 - 伊朗 - 伊拉克 | 中立勢力： - 瑞士 - 哥伦比亚 |

### 世界征服者4
世界征服者4與前作一樣，設定於二戰時期至現代戰爭的時間段，本作最大亮點在於推出外交系統。與前作相比，此版本在不少地方增加了新元素與改進，像是電腦AI的作戰效率有了顯著提升，敵人更加聰明，因此相對的難度也提升不少。單位方面的改進，例如潛艦在攻擊時不會被反擊且不會受到除了海岸炮之外的地面部隊的攻擊。

#### 勢力
| 西歐： - 英国 - 納粹德國 - 法國 - 聯邦德國 - 義大利 - 西班牙 - 丹麦 - 瑞典 - 挪威 - 比利时 - 荷蘭 - 葡萄牙 | 東歐： - 苏联 - 羅馬尼亞 - 保加利亚 - 南斯拉夫 - 希腊 - 芬兰 - 匈牙利 - 波蘭 - 土耳其 | 美洲： - 美国 - 加拿大 - 墨西哥 - 古巴 - 巴西 | 亞洲與大洋洲： - 中華民國 - 中华人民共和国 - 日本 - 泰國 - 蒙古 - 印度 | 中東與非洲： - 埃及 - 沙烏地阿拉伯 - 伊朗 - 伊拉克 | 中立勢力： - 瑞士 - 哥伦比亚 - 秘魯 - 委內瑞拉 - 利比里亚 - 智利 - 阿根廷 |

#### 戰役列表

##### 二战欧洲
轴心国：
- 闪电战：基于1939年的波兰战役，为整个游戏最为简易的关卡。困难模式中苏军将作为友军协助己方由东面发起进攻（若不断让苏军占领城市，其将成为敌军）[a]。
- 威瑟堡行动：基于1940年的德军入侵北欧的军事行动。简单模式只需占领丹麦全境即可，但在困难模式中还需同时占领挪威和击败盘踞北方的英国远征军。
- 黄色计划：基于1940年的法国战役,最终目标为占领巴黎。简单模式可直接由比利时方向发起进攻，困难模式则需穿越马奇诺防线，并配合北方友军进行钳形攻势[b]。
- 海狮行动：基于二战期间德国为入侵英国本土而制定但未能成功的海狮作战计划。任务为驱逐欧洲大陆的英国军队并向英国本土发动进攻，目标为摧毁英国皇家海军在本土的防卫并占领其首都伦敦。
- 地中海战役：基于1940年至1943年的地中海战役，操作方切换至意大利。此关主要由海战构成，目标为驱逐地中海一带干扰北非军事行动的英国海军[c]。
- 巴尔干战役：基于1940年至1941年的巴尔干战役。目的为消灭巴尔干半岛的南斯拉夫，并在占领贝尔格勒后配合罗马尼亚和保加利亚向南方的希腊发起进攻[d]。
- 巴巴罗萨计划：基于1941年德军计划以闪电战的形式入侵苏联的作战。目标为攻占俄罗斯以外的其余苏联重要城市，包括明斯克、基辅以及斯摩棱斯克，困难模式则需直夺莫斯科。
- 阿拉曼战役：基于1942年第二次阿拉曼战役。行动目的为击退盘踞北非的盟军部队，并切断其补给线，同时配合意大利军队占领埃及的亞歷山卓和首都开罗。
- 列宁格勒战役：基于1941年至1944年的列宁格勒围城战。行动需配合北方的芬兰军队，最终目标为攻克列宁格勒，并击退企图反攻的苏军。
- 斯大林格勒战役：基于1942年的德军反攻斯大林格勒的作战。此战中主要目标为夺下苏军要塞斯大林格勒并直奔萨拉托夫，次要目标为保护处于前线的保卢斯元帅及其所属的第六集团军。
- 征服欧洲：此关为发生于1945年10月的虚构战役。此次关卡的最终目标为将欧洲大陆最后的同盟国势力——苏联彻底根除。配合行动的轴心国除了罗马尼亚以外，还包括了已占据沃罗涅日的日军。

同盟国：敦刻尔克战役、不列颠保卫战、北非战役、登陆西西里岛、库尔斯克会战、基辅战役、巴格拉基昂行动、霸王行动、龙骑兵行动、市场花园行动、目标柏林。

##### 二战太平洋
轴心国：虎虎虎、南亚战役、缅甸战役、珊瑚海海战、入侵澳洲、英帕尔战役、远东战役、北美计划、光荣时刻。
同盟国：珍珠港、马来亚战役、中途岛海战、瓜达卡那尔战役、缅印反击战、莱特湾海战、硫磺島戰役、钢铁风暴、落日行动。

##### 冷战
华约：
- 前线任务：发生于1953年9月的印度洋，经苏军侦测，北约舰队频繁出现于印度洋地区，苏联方面认为其行动目标为高加索地区的油田，后来美军对巴基斯坦地区的登陆作战也证实了这一猜想。作为反击，苏军需击退沿海的先头部队，驱逐印度洋上的英国皇家海军，并向阿拉伯半岛西岸发起进攻。
- 能源危机：发生于1954年5月，尽管已在中东地带击退了北约军队的进攻，但此次北约直接利用与苏联接壤的土耳其为跳板，向高加索地区发动进攻并成功占领乔治亚的首都第比利斯。因此此关卡目标为击退北约的入侵行动，并向土耳其进军，以根除北约对苏联本土的军事威胁。
- 征服地中海：发生于1958年6月。此时苏联于土耳其的军事行动已经进行了4年，并成功占领其首都安卡拉，为了保全在西亚地区的盟友，英美联军在在土耳其发起了集结，企图将苏军驱出土耳其。而苏军司令部则认为此次行动的成功将彻底消灭北约的舰队，并控制地中海地区，解除苏联西南部的威胁。关卡目标为占领土耳其全境（包括伊斯坦堡），在困难模式中则还需夺下安卡拉。
- 西欧联盟：发生于1961年10月，基于现实中的1961年柏林危机。在历经多次对苏军事行动的失败后，北约各国的利益均受到严重影响。于是在美国的号召之下，西欧各国（包括英国、法国、德国[e]、比利时、荷兰）均伺机向以苏联为首的华约集团进攻。因此任务目标为连同波兰和匈牙利阻止北约联军对东欧的入侵，并击败德国北部的美军，然后持续吞并整个德国。而在困难模式中，北约已向东欧发起突袭，并兵临波兰首都华沙，任务目标也增设了占领法国首都巴黎。
- 东方黎明：发生于1965年7月。在企图向苏联发起进攻失败后，美国失去了大量在西欧的盟友。为此美国计划前往亚洲寻找新盟友，以继续对抗苏联。但苏联已得知美国的企图，因此决定先发制人，横渡太平洋并在美国西岸发起了登陆作战行动，准备入侵美国本土。前往亚洲的美军不得不回到本土以抗击苏军的进攻。此关卡目标为占领美国西岸的各大重要城市，包括旧金山、圣地亚哥以及菲尼克斯。困难模式中，美军已发现了海上的苏军，并率先发动攻击。
- 红色风暴。
- 北约：欧洲防线 當第二次世界大戰結束之後的東西德，蘇聯以東德和丹麥（是在冷戰爆發之後被蘇聯佔領的丹麥）共同向西方國家進攻，此關要保護關鍵點漢堡丶科隆丶慕尼黑等地朝鮮戰爭此關須佔領首爾和兩座城市並且要擊敗一位北韓將軍和蘇聯的庫茲涅佐夫。导弹危机此關須佔領蘇聯佔領的墨西哥城和古巴的首都並且要保護邁阿密。中东战争玩家扮演法國先將開羅佔領再佔領耶路薩冷和大馬士格。红色阴影須保護友軍的漢堡丶科隆丶慕尼黑和佔領柏林。最终基地將蘇聯在南極大陸的勢力徹底根除。

##### 现代战争
原油危机、经济命脉、欧洲攻防战、纽约反击战、联合宣言、冻土之战、东方战役、强袭南美、南极之战。

## 玩法

### 世界征服者1945
世界征服者1945 是以二戰為背景的新型策略遊戲(Super Risk)。在遊戲中依靠軍事單位爭奪陸地,城市,海洋等地區,爭奪資源,發展經濟和軍事,攻佔對方的首都並且消滅對手。

### 世界征服者2
在《世界征服者2》中你將扮演一位將軍去完成二戰和冷戰的諸多重要歷史戰役。你會和當年的那些名將並肩戰鬥或者和他們決一勝負。

### 世界征服者3
在這款精緻的軍事策略回合製遊戲裡，可以重溫二戰烽煙，體驗軍團戰力的碰撞、戰略戰術的交鋒。

### 世界征服者4
在世界征服4中分為劇本，前線，鋼鐵戰區及征服模式，各種模式有著不同的玩法，並藉由不斷通關來獲取獎勵以推動遊戲進度。

#### 劇本模式
在劇本模式中玩家將會扮演一個國家並率領該國軍隊打敗敵方勢力，完成任務目標，任務目標分別為佔領關鍵城市、消滅關鍵部隊及防守目標城市一定的回合數。有些關卡到了一定回合或達成了一些特定事情盟友就會變成敵人，例如二戰歐洲「閃電戰(困難)」二戰太平洋「落日行動(困難)」冷戰「歐洲防線(困難)」現代戰爭「南極之戰(困難)」等。
其中二戰歐洲及二戰太平洋的劇本關卡大多為真實歷史事件(最後幾關除外)，冷戰關卡的背景是美蘇衝突擴大並爆發全面戰爭，現代戰爭的劇情則為虛構的恐怖份子奪取了蘇聯在南極研發的最新軍武並向意圖統一世界。
详细剧情可看回1.4.2

## 與現實不同
- 游戏地图

游戏中地图在地理部分与现实中的真实地图差异较大。
- 1939年征服

現實中蘇軍並未向德軍展現敵意，反而為德軍成為聯盟。
- 二戰歐洲軸心第三關

黃色計畫關卡忽略了計畫目標中的荷蘭。
- 1939征服

現實中意軍沒有如此強大的實力，因此需藉德國的軍事援助。
- 1939征服

不同於現實世界，遊戲的德國是統一的。
- 1939征服

现实世界中西班牙并没有加入轴心。
- 1939征服

不同于现实世界，游戏中埃塞俄比亚已经被意大利殖民
- 1950征服

不同于现实世界，游戏中泰国、伊朗隶属于华约
- 1950征服

不同于现实世界，游戏中东德未出现

## 中国大陆版本
中国大陆版本在世界征服者4中与完整版地图之间存在区别。缺少了中国与印度领土，苏联与澳大利亚部分领土与日占台湾（此领土描述为1939年剧本)。因减少部分大都为同盟国阵营的领土，就造成了在中国版中关于二战相关的剧本选择同盟国阵营将会更难获胜。

## 外部連結
- 蘇州樂志遊戲列表

1. ↑  现实中苏军并未向德军展现敌意，反而与德军成为一丘之貉
2. ↑  此关卡忽略了包含在黄色计划目标中的荷兰
3. ↑  现实中意大利虽一度掌握制海权，但终究未能取胜
4. ↑  现实中意军并未具有如此强大的实力，因此需借助德国的军事援助
5. ↑  不同于现实世界，游戏中的德国为统一的